# 김흥기
김흥기(金興基, 1946년 7월 28일 ~ 2009년 3월 6일)는 대한민국의 배우이다.

## 생애
1967년 연극배우로 첫 데뷔하였고 이듬해 1968년 영화 《대좌의 아들》의 단역으로 영화배우 데뷔하였으며 1972년 MBC 텔레비전 드라마에서 특채 연기자 데뷔하였고 1978년 영화 《율곡과 신사임당》의 주연으로 본격 영화배우 데뷔하였다.
사극 드라마를 비롯한 여러 편의 텔레비전 드라마 등에서 비중있는 역할을 맡아 인상적인 연기를 펼쳤다.
2004년 1월 31일 연극 《에쿠우스》 공연을 마친 후 뇌출혈로 쓰러져 5년 동안 의식 불명으로 인한 식물인간 상태에 있었으며, 결국 2009년 3월 6일에 세상을 떠났다(향년 62세).
그의 아들은 KBS PD인 김진원인데 아들이 연출한 KBS 드라마 스페셜 《마지막 후뢰시맨》에서는 본인이 생전에 연기하던 모습이 삽입됐다.

## 출연작

### 연극
- 1967년 《햄릿》 ... 햄릿 왕자 역(주인공)
- 1969년 《에쿠우스》 ... 다이사트 역
- 1986년 《대원군》 ... 헌종 역(단역)

### 영화
- 1968년 《대좌의 아들》
- 1979년 《율곡과 신사임당》 ... 율곡 이이 역

## KBS
- 1977년 KBS 충무공탄신특집극 《이순신》 ... 이순신 역
- 1979년 KBS 8.15특집극 《대한국인》 ... 안중근 역
- 1979년 KBS 일일연속극 《어떤 여자》
- 1979년 KBS 일일연속극 《흐르지 않는 강》
- 1980년 KBS1 일요사극 《파천무》 ... 수양대군 역
- 1980년 KBS1  《TV문예극장 - 쥘부채》 김덕기 역
- 1981년 KBS1 대하드라마 《대명》 ... 효종 역
- 1981년 KBS1 일일연속극 《약속의 땅》
- 1981년 KBS1 청소년드라마 《억척선생 분투기》
- 1982년 KBS2 대하드라마 《개성상인》
- 1982년 KBS1 일일연속극 《행복의 계단》
- 1982년 KBS1 특집드라마 《맥토》
- 1983년 KBS1 대하드라마 《개국》 ... 정도전 역
- 1983년 KBS1 특집드라마 《어머님 날 낳으시고》
- 1983년 KBS2 주간연속극 《백조부인》
- 1983년 KBS1 실화극장 《지금 평양에선》
- 1984년 KBS1 특집드라마 《함정》
- 1984년 KBS1 2부작드라마 《정선아라리》
- 1984년 KBS1 3부기획 영상시극 《마돈나여 광야에서 별을 노래하라》
- 1984년 KBS2 주말연속극 《봉선화》
- 1985년 KBS2 화요사극 《태평무》 ... 송학 역
- 1985년 KBS2 미니시리즈 《적도전선》
- 1986년 KBS1 실화극장 《나타리아》
- 1986년 KBS1 특집3부작 반공드라마 《멀고먼 사람들》
- 1987년 KBS2 주말연속극 《타인》
- 1988년 KBS2 미니시리즈 《제7병동》
- 1988년 KBS2 대하드라마 《하늘아 하늘아》 ... 영의정
- 1989년 KBS2 미니시리즈 《절반의 실패》〈남편의 외도편〉
- 1989년 KBS2 대하드라마 《바람과 구름과 비》 ... 흥선대원군 역
- 1990년 KBS2 대하드라마 《파천무》
- 1991년 KBS2 주간연속극 《3일의 약속》
- 1993년 KBS1 특집드라마 《떠도는 혼》
- 1993년 KBS2 미니시리즈 《비검》
- 1993년 KBS2 미니시리즈 《백색 미로》
- 1993년 KBS2 단막드라마 《신 손자병법》
- 1994년 KBS1 설날특집극 《이선풍 저승 유람》
- 1994년 KBS2 청소년드라마 《사랑이 꽃피는 교실》 ... 동복 부 역
- 1995년 KBS1 대하드라마 《찬란한 여명》 ... 홍순목 역
- 1997년 KBS1 아침드라마 《모정의 강》
- 1997년 KBS2 미니시리즈 《완벽한 남자를 만나는 방법》
- 1997년 KBS2 일일시트콤 《마주보며 사랑하며》
- 1996년 KBS1 대하드라마 《용의 눈물》 ... 정도전 역
- 1998년 KBS2 주말연속극 《야망의 전설》 ... 장형필 역
- 1998년 KBS2 미니시리즈 《킬리만자로의 표범》
- 1999년~2003년 KBS2 금요드라마 《부부클리닉 사랑과 전쟁》 ... 조정위원 역
- 1999년 KBS1 아침드라마 《누나의 거울》
- 2000년 KBS2 대하드라마 《소설 목민심서》 ... 정조 역
- 2000년 KBS2 일일연속극 《내일은 맑음》
- 2000년 KBS2 대하드라마 《천둥소리》 ... 이산해 역
- 2002년 KBS1 대하드라마 《제국의 아침》 ... 왕식렴 역
- 2003년 KBS1 대하드라마 《무인시대》 ... 정중부 역

## 타사
- 1975년 MBC 일일연속극 《집념》
- 1989년 MBC 미니시리즈 《나비야 청산가자》 ... 장문영 역
- 1989년 MBC 미니시리즈 《천사의 선택》 ... 석범이 담임 교사 역
- 1991년 MBC 특별기획드라마 《여명의 눈동자》 ... 미다 대위 역
- 1992년 MBC 주말연속극 《마포 무지개》
- 1994년 MBC 대하드라마 《야망》 ... 송 참판 역
- 1995년 SBS 드라마스페셜 《장희빈》 ... 민유중 역
- 1995년 SBS 주간시트콤 《LA아리랑》
- 1995년 SBS 특별기획드라마 《코리아게이트》 ... 중앙정보부장 김재규 역
- 1996년 SBS 대하드라마 《임꺽정》 ... 남치근 역
- 1996년 MBC 일일시트콤 《남자 셋 여자 셋》
- 1997년 SBS 6.25특집극 《설촌별곡》
- 1998년 SBS 드라마스페셜 《홍길동》 ... 활빈당 당주 해암 역
- 2001년 SBS 주말극장 《아버지와 아들》 ... 김종욱 역

## CF
- 1982년 ~ 1983년 삼양식품 (삼양라면 골드, 삼양 메밀국수)
- 1985년 현대약품 리나치올
- 1986년 한국썰 메타무실
- 1987년 럭키증권
- 1988년 ~ 1989년 부광약품 파로돈탁스
- 1989년 새한제약 피크닉F껌

## 수상 경력
- 1978년 제14회 백상예술대상 영화부문 남자 신인연기상
- 1997년 KBS 연기대상 남자 우수연기상

## 경력
- 1998년 공주영상정보대학 겸임교수
- 1997년 연기학원 액터스 원장
- 1972년 민예극단 창단 단원